# Ray Appleton
Otis „Killer“ Ray Appleton (* 23. August 1941 in Indianapolis; † im Oktober 2015) war ein US-amerikanischer Jazz-Schlagzeuger und Perkussionist.

## Leben und Wirken
Ray Appleton bekam schon früh seinen Spitznamen „Killer“, als er mit acht Jahren von seinen Spielkameraden Freddie Hubbard und Larry Ridley beim Nachahmen des Spiels von Max Roach beobachtet wurde. Mit vierzehn Jahren spielte er mit Wes Montgomery und gehörte später dem Quartett von David Baker an, das regelmäßig im Club Topper in der 34th Street von Indianapolis auftrat. Mit neunzehn Jahren verließ er mit Kenny Dorham die lokale Jazzszene der Indiana Avenue und zog nach New York City, wo er auch eigene Gruppen leitete; für eine Weile hatte er ein Quartett mit Melvin Rhyne. Daneben spielte er mit Musikern der New Yorker Szene, wie John Coltrane, auf dessen Alben Infinity und Cosmic Music er 1966 als Perkussionist mitwirkte, sowie bei Freddie Hubbard (Backlash, 1966), Pat Martino (Strings!, 1967), Jimmy Witherspoon (The Blues is Now, 1967) und Jack McDuff (Do It Now!, 1966).
In den 1970er und 1980er Jahren lebte er teilweise in Europa, wo er mit Dizzy Gillespie auftrat und auf dem North Sea Jazz Festival und anderen Festivals, etwa in Antibes, spielte. Obgleich er durch eine Diabetes-Erkrankung in den 1990ern ein Bein verlor und dazu noch an Hepatitis C erkrankte, konnte Appleton seine Aktivitäten als Musiker wieder aufnehmen und arbeitete mit David Hazeltine und erneut mit Melvin Rhyne. 1996 nahm er für das Sharp Nine-Label ein erstes Album unter eigenem Namen in Sextettbesetzung auf, Killer Ray Rides Again (mit Charles McPherson, Slide Hampton und John Hicks). 1999 wirkte er an Rhynes Album Remembering Wes mit; 2004 entstand mit dem gemeinsam mit Rhyne geleiteten Quartett das Album Latin Dreams, bei dem auch Milton Cardona mitwirkte. 2013 veröffentlichte er Naptown Legacy (Hollistic Music Works), das Kompositionen von Wes Montgomery, Freddie Hubbard, J. J. Johnson und Buddy Montgomery enthielt und auf dem u. a. Brian Lynch und Peter Bernstein zu hören sind.
Der Schlagzeuger ist nicht mit dem Harmonikaspieler gleichen Namens zu verwechseln.

## Lexikalischer Eintrag
- Richard Cook & Brian Morton: The Penguin Guide to Jazz Recordings. London: Penguin, 2006; ISBN 0-14-102327-9 (8. Auflage)